# Kwanchai Suklom
Kwanchai Suklom (thailändisch ขวัญชัย สุขล้อม, * 12. Januar 1995 in Buriram) ist ein thailändischer Fußballspieler.

## Karriere

### Verein
Kwanchai Suklom erlernte das Fußballspielen bei der Jugendakademie von Buriram United, wo er 2014 auch seinen ersten Profivertrag unterschrieb. Er wurde im ersten Jahr an den Drittligisten Surin City FC, der in der Regional League Division 2 spielte, ausgeliehen. 2015 gewann er mit Buriram die Meisterschaft, den Thai League Cup, den FA Cup, den Kor Royal Cup sowie die Mekong Club Championship. 2016 wurde er an Nakhon Pathom United FC, einem Verein, der in der zweiten Liga, der Thai Premier League Division 1 spielte, ausgeliehen. Von 2017 bis 2019 spielte er auf Leihbasis beim PT Prachuap FC. Ende 2017 wurde er mit Prachuap dritter der zweiten Liga und stieg in die erste Liga auf. Im September 2019 stand er im Endspiel des Thai League Cup. Das Finale gegen Buriram United gewann man im Elfmeterschießen. Im Dezember 2019 wurde er von Prachuap fest unter Vertrag genommen. Am 29. Mai 2022 stand er erneut mit PT im Finale des Thai League Cup. Hier unterlag man im BG Stadium Buriram United mit 4:0. Im Sommer 2023 wurde sein Vertrag in Prachuap nicht verlängert. Der Erstligaaufsteiger Uthai Thani FC aus Uthai Thani nahm ihn im Juni 2023 unter Vertrag. Nach vier Ligaspielen wurde sein Vertrag im Sommer 2025 nicht verlängert. Im Juni 2025 unterschrieb er einen Vertrag beim ebenfalls in der ersten Liga spielenden Lamphun Warriors FC.

### Nationalmannschaft
2018 spielte Kwanchai Suklom dreimal für die thailändische U-23-Nationalmannschaft.

## Erfolge
Buriram United
- Thailändischer Meister: 2015
- Thailändischer Ligapokalsieger: 2015
- Thailändischer Pokalsieger: 2015
- Kor-Royal-Cup-Sieger: 2015
- Mekong Club Championship: 2015

PT Prachuap FC
- Thai League 2: 2017 (3. Platz)  ▲
- Thailändischer Ligapokalsieger: 2019
- Thailändischer Ligapokalfinalist: 2021/22